# Twilight Force
Twilight Force est un groupe de power metal suédois, originaire de Falun. Formé en 2011, leurs thèmes issus de l'univers heroic-fantasy ainsi que leur style de jeu les rapprochent de groupes comme Rhapsody of Fire, Gloryhammer ou Dragonforce.

## Biographie

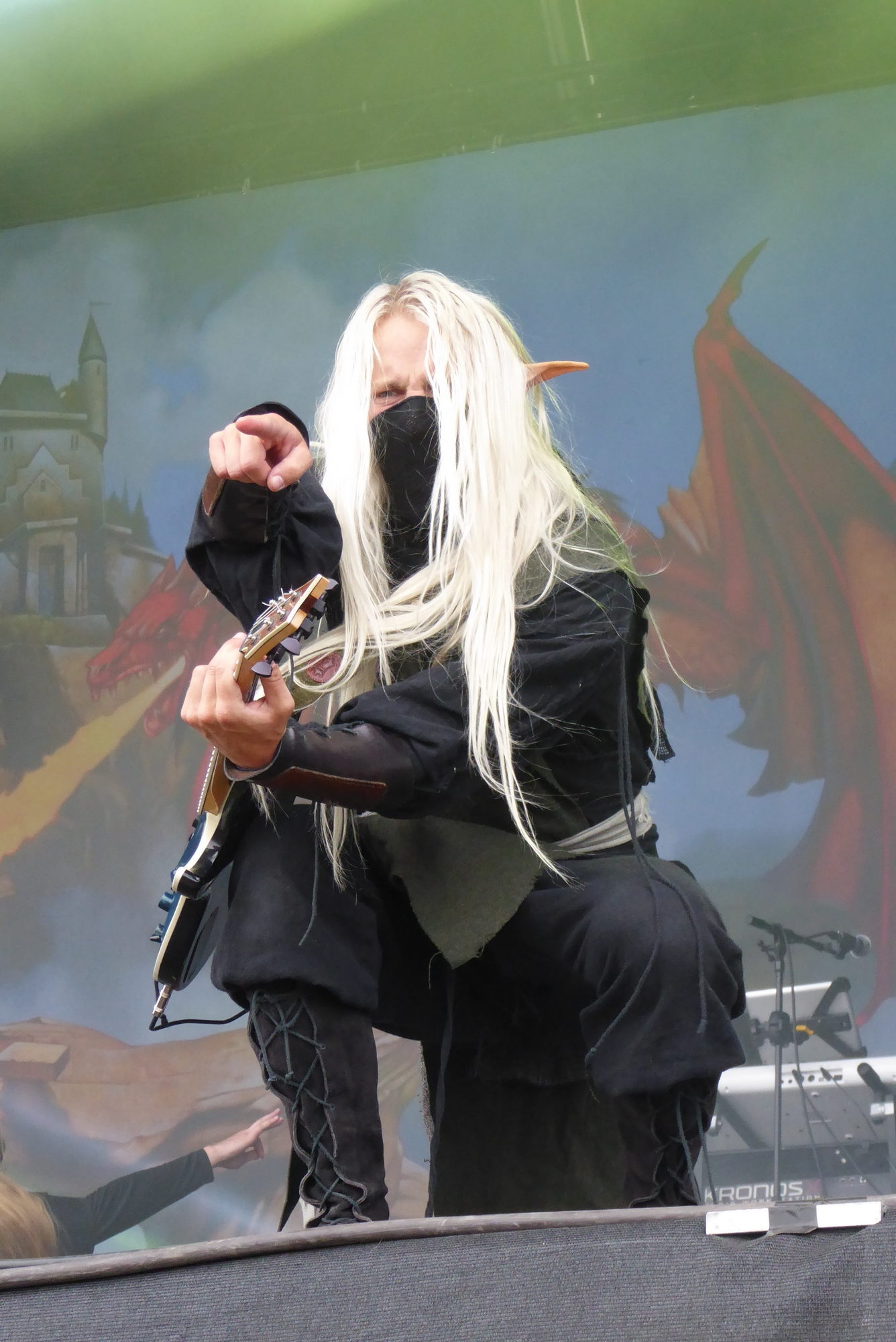
Aerendir apparaissant masqué.

Fondé en 2011 par Lynd et Blackwald, le groupe rejoint par les autres membres commence à enregistrer son premier album Tales of Ancient Prophecies en 2014 sous le label Black Lodge Records. L'album raconte l'épopée d'un groupe de guerriers (the Knights of Twilight's Might), qui décident avec l'aide d'un dragon de libérer leurs terres de leur dirigeant aux intentions maléfiques. Il se place en 29e position des classements suédois[source insuffisante]. En décembre de la même année, ils font une tournée aux côtés de Gloryhammer,. Au printemps 2015, ils repartent en tournée avec Sonata Arctica et Freedom Call.
En fin août 2016, ils sortent un second album, Heroes of Mighty Magic, cette fois sous le label Nuclear Blast. Celui-ci est suivi de deux tournées, d'abord avec Sonata Arctica en 2016, puis avec Sabaton et Accept en 2017. En octobre 2017, le groupe se sépare de son chanteur Chrileon. Après une tournée où Tommy Johansson le remplace temporairement, Alessandro Conti est recruté comme nouveau chanteur.

## Style musical et univers
Leur univers reprend les codes de l’heroic-fantasy avec des textes parlant de dragons, de magie et de prophéties, de héros et autres guerriers mythiques. Le titre de leur second album, Heroes of Mighty Magic est d’ailleurs une référence évidente à la série de jeux vidéo Heroes of Might and Magic, un jeu se situant lui-même dans un univers médiéval-fantastique.
Le groupe apparait sur scène en tenue de cosplay, incarnant les personnages de leurs chansons, dont on entend une brève description dans l’épilogue de leur second album (Epilogue). Voulant garder leurs vrais noms secrets du grand public, les membres utilisent des pseudonymes, certains d'entre eux apparaissant sur scène le visage en grande partie masqué. Joakim Brodén du groupe Sabaton - également originaire de Falun - participe aux deux albums en tant que chanteur sur Gates of Glory et Heroes Of Mighty Magic. D'autres collaborations avec Fabio Lione (There and back again) et Kenny Leckremo (Fall of the Eternal Winter) ont également lieu.

## Membres

### Membres actuels
- Alessandro Conti – chant (depuis 2018)
- Borne – basse (depuis 2011)
- De'Azsh – batterie (depuis 2011)
- Blackwald – claviers, clavecin, violon, piano (depuis 2011)
- Philip « Lynd » Lindh - guitare, luth (depuis 2011)
- Bradley Hall – guitare électrique (depuis 2024)

### Anciens membres
- Robban Bäck – batterie
- Chrileon – chant (2011-2017)
- Jocke « Aerendir » Johansson – guitare électrique (2011-2024)